# Turok: Dinosaur Hunter
Turok: The Dinosaur Hunter (ang. Turok – Łowca Dinozaurów) – gra komputerowa z gatunku FPS wyprodukowana na Nintendo 64, a później na PC przez studio Iguana Entertainment. Wydana 28 lutego 1997 roku w USA, oparta na komiksie pod tą samą nazwą, wydanego przez Valiant Comix. Na konsolę Nintendo 64 sprzedano ok. 1,5 mln kopii gry.

## Fabuła
Gracz wciela się w postać Turoka – Indianina o imieniu Tal Set – który musi obronić swój świat przed potężnym Campaignerem. W tym celu musi on przejść osiem światów połączonych ze sobą portalami. Początkowo akcja dzieje się w dżungli, by przechodzić przez starożytne miasta, katakumby, jaskinie, położone wysoko na drzewach indiańskie zabudowy, aż w końcu dojść do potężnych budowli będących twierdzą Campaignera. W każdym z tych światów Turok musi znaleźć klucze, które pozwolą mu na otwarcie portalu do kolejnego świata (każdy portal wymaga trzech kluczy), jedynie ósmy świat wymaga znalezienia siedmiu części klucza o kształcie Słońca (na każdym po jednej). Dodatkowo, na każdym ze światów znajduje się element potężnego Chronosceptera, który w ostatecznej konfrontacji pozwoli na zadanie poważnych ran Campaignerowi.

## Broń
W grze występuje wiele rodzajów broni, od typowo "ziemskich" pistoletów i karabinów, po broń energetyczną i działo jądrowe. Przeciwnikami są natomiast (zależnie od planszy) ludzie, obcy lub cyborgi, a także dinozaury, gigantyczne owady czy też mechy.